# Secteur pavé de Briastre à Solesmes
Le secteur pavé de Briastre à Solesmes est un secteur pavé emprunté le plus souvent lors des courses cyclistes par Paris-Roubaix. Il est situé dans la commune de Briastre avec une distance de 800 m.

## Paris-Roubaix
Il est de nouveau emprunté lors de Paris-Roubaix, en 2017, après 30 ans de disette comme celui de Viesly à Briastre.
Lors de son passage en 2017, il a les caractéristiques suivantes :
- Longueur : 800 m
- Difficulté : 3 étoiles
- Secteur n° 25 (avant l'arrivée)